# Lasiochernes graecus
Lasiochernes graecus är en spindeldjursart som beskrevs av Beier 1963. Lasiochernes graecus ingår i släktet Lasiochernes och familjen blindklokrypare. Inga underarter finns listade i Catalogue of Life.